# Papel glassine

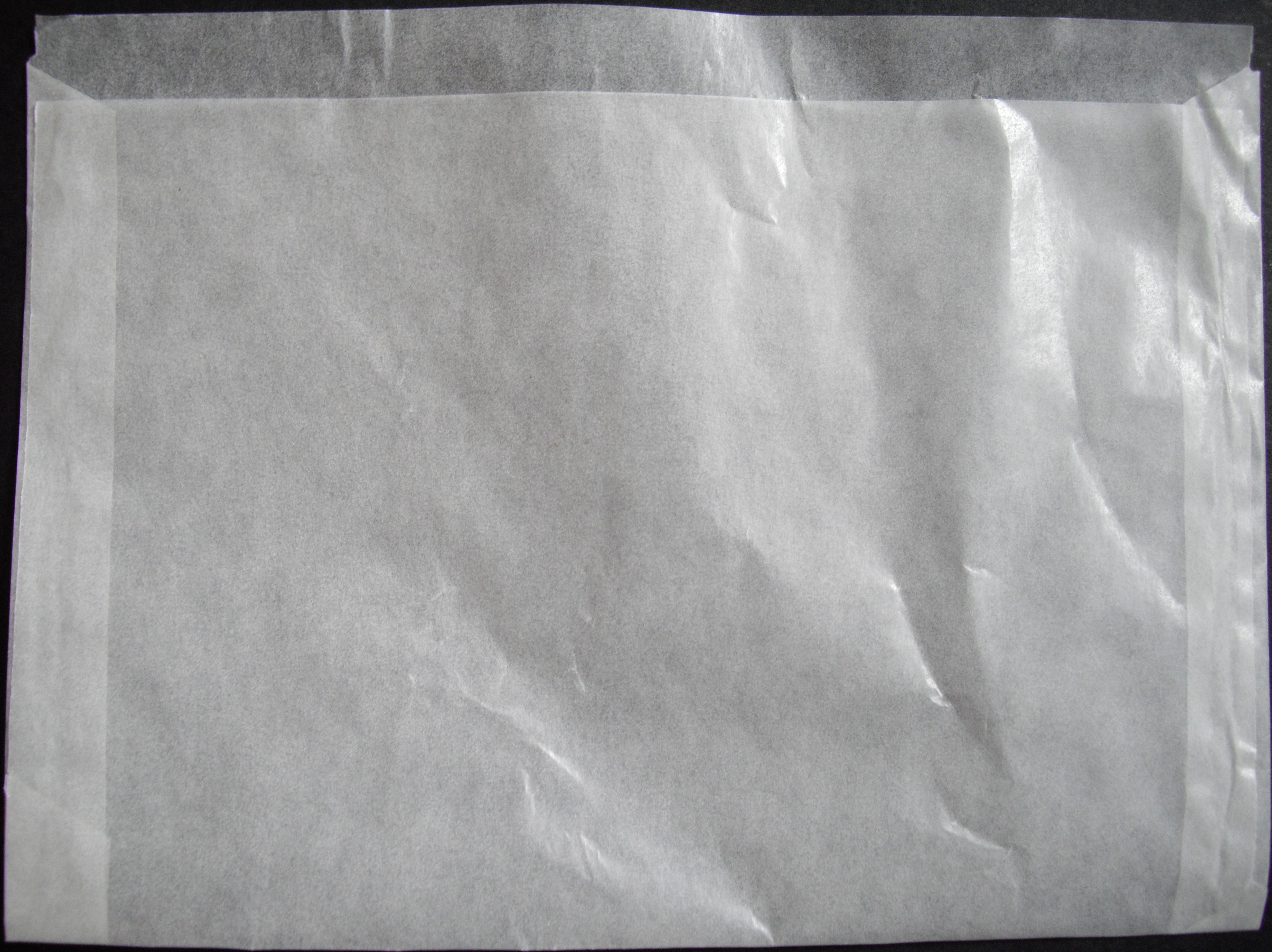
Envelope feito de papel glassine

Glassine é um tipo de papel liso e lustroso, resistente ao ar, à gordura e umidade. É um material translúcido, exceto quando tingido ou feito propositalmente opaco.
O papel glassine é encontrado em densidades entre 50 e 90 g/m², e é produzido através de um processo de supercalandragem. Neste caso, após ser prensado e seco, a massa de papel passa, alternadamente, por bobinas revestidas de aço e fibra, a fim de reorientar as fibras do papel para que estejam alinhadas na mesma direção.

## Usos
O uso mais comum do papel glassine é como base para fitas de adesivo, sendo aplicada uma camada de silicone antes da impressão do adesivo.
Na química, o material é usado para a pesagem de substâncias, em especial em pó, para evitar o contato com superfície indesejadas e para evitar que se espalhe.
Também pode ser usado par embalar fogos de artifício, em função de sua resistência à umidade.
Por ser transparente, também é matéria-prima de origamis.
Em meados do século XX, embalagens de batatas chips eram feitas em papel glassine, por iniciativa de Herman Lay, um dos fundadores da empresa H.W. Lay & Company, que originalmente produzia as batatas Lay's

#### Conservação de coleções
O papel glassine é comumente utilizado para proteção da superfície de obras de arte durante transporte e armazenagem. Porém, o glassine pode aderir a superfície de pinturas acrílicas caso estas não estejam totalmente curada, estejam com muitos aditivos ou permaneça em contato com o papel por um período muito longo de tempo, causando danos à camada pictórica.

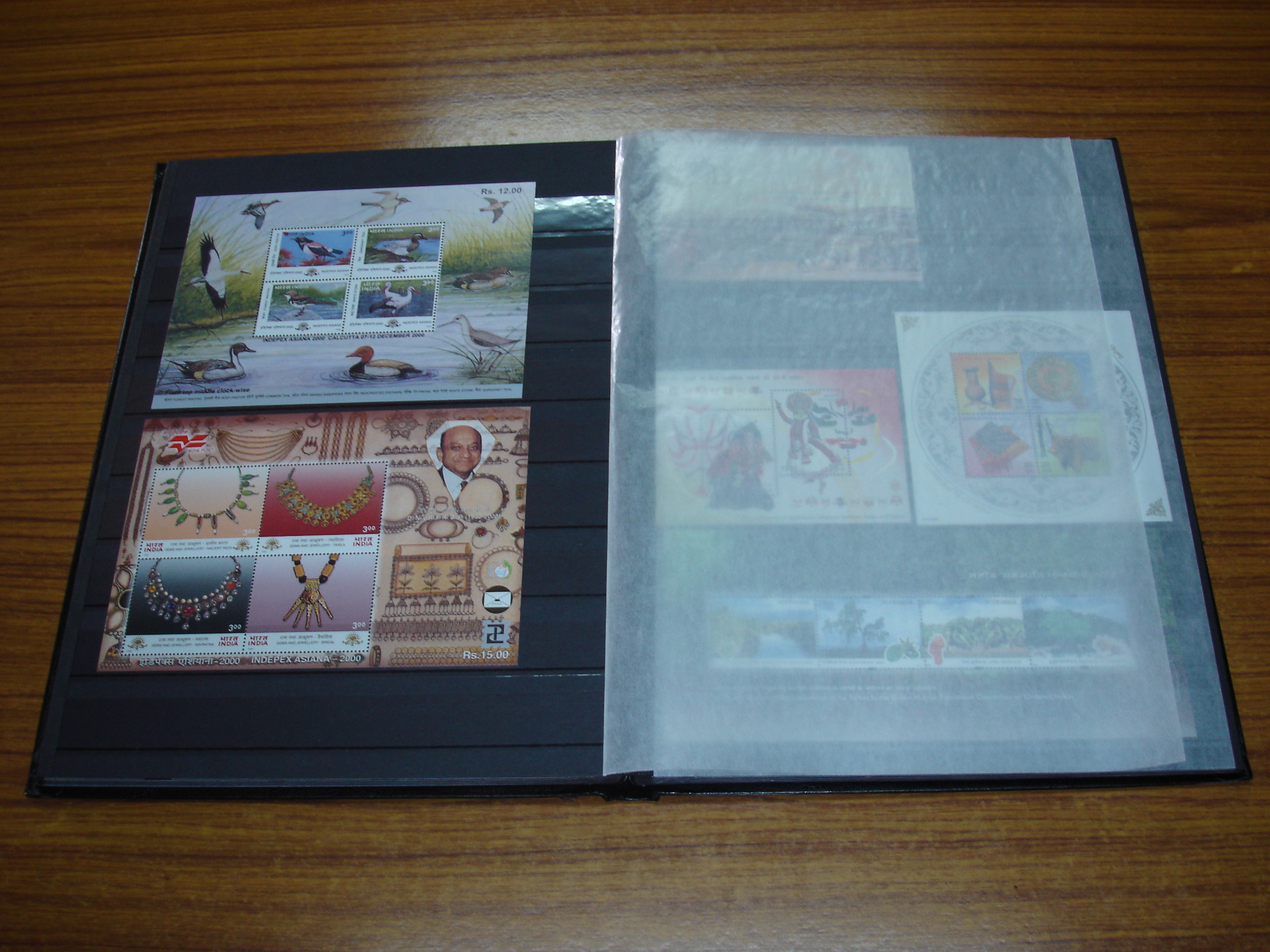
Livro de selos com entrefolhas de papel glassine

O glassine também pode ser usado para entrefolhamento no processo de encadernação de livros, com objetivo de proteger ilustrações do atrito com as páginas opostas. Também pode ser produzido com pH neutro para evitar que a acidez do material influencie no estado de conservação do livro. Também é possível utilizar adesivos de papel glassine para restauro de livros.
Filatelistas costumam usar envelopes de papel glassine para armazenar selos, bem como para afixá-los em álbuns, evitando o uso de cola diretamente nos itens.

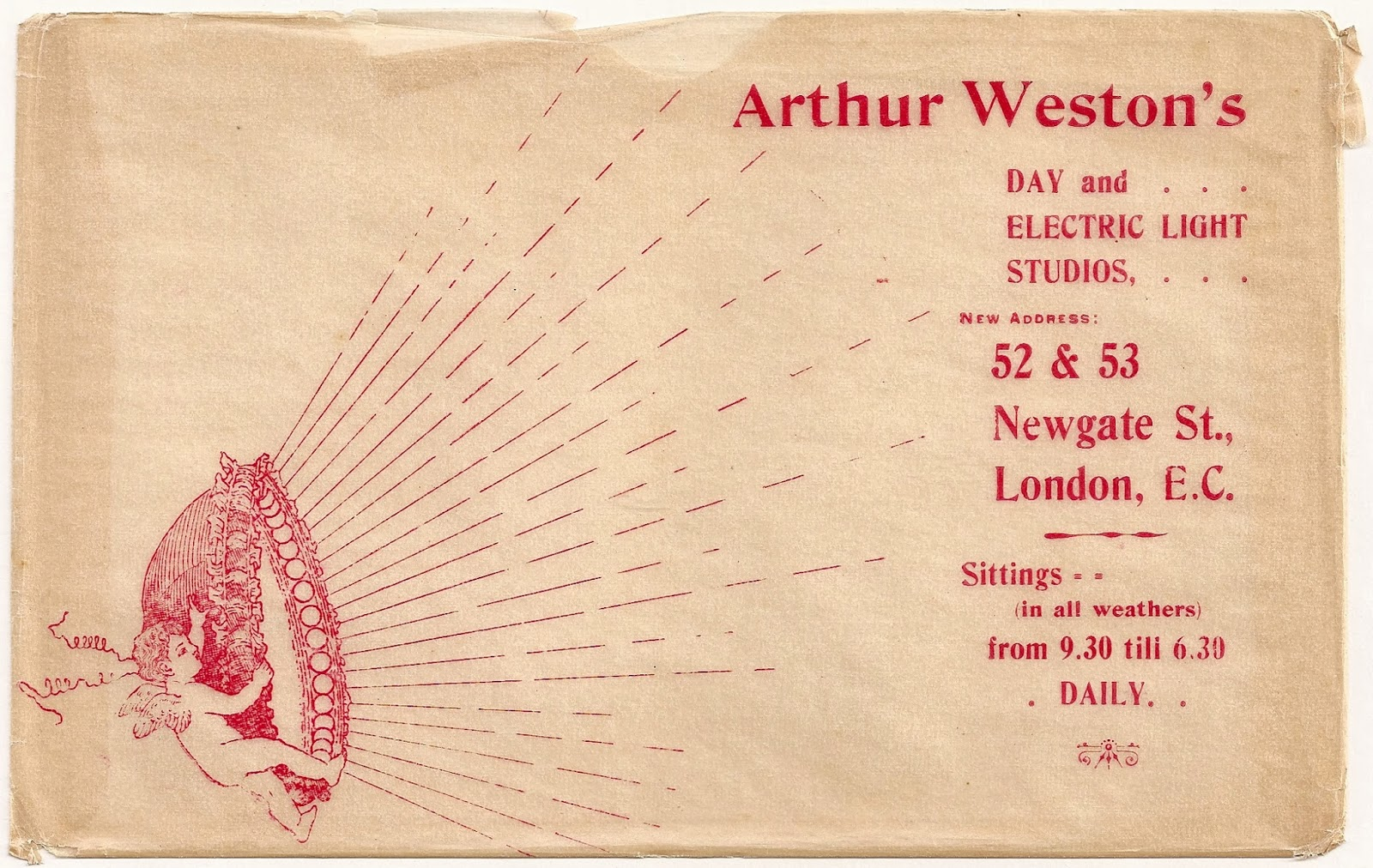
Envelope de papel glassine impresso para o fotógrafo Arthur Weston, c. 1900

Entomologistas e colecionadores de insetos também utilizam embalagens de papel glassine para armazenagem temporária dos espécimes encontrados em campo antes de serem adicionados à coleção
Para fotografias, é possível utilizar envelopes de papel glassine para armazenagem tanto de filmes quanto das fotografias já reveladas.